# Куаньчэн
Куаньчэ́н (кит. упр. 宽城, пиньинь Kuānchéng) — район городского подчинения города субпровинциального значения Чанчунь провинции Гирин (КНР).

## История
В 1800 году южнее этих мест был образован «Чанчуньский комиссариат» (长春厅). В 1825 году границы комиссариата были расширены. В местных хрониках сказано: «У местных торговцев лавки широкие (куань), поэтому вместо двух иероглифов Чанчунь часто пишут только один иероглиф — куань». В результате тогдашний Чанчунь был больше известен как Куаньчэнцзы (宽城子 — «Широкий город»). В 1889 году Чанчуньский комиссариат был повышен до статуса Чанчуньской управы (长春府). В мае 1898 года севернее Куаньчэнцзы была выстроена станция КВЖД, получившая такое же название. Постепенно район вокруг станции развился, и под названием «Куаньчэнцзы» стали понимать именно его, а старый город стали называть Чанчунь.
После русско-японской войны 1904—1905 годов Япония получила права на железную дорогу от Порт-Артура до Чанчуня; от Куаньчэнцзы начиналась контролируемая Россией КВЖД.
В 1912 году Чанчуньская управа была преобразована в уезд Чанчунь. В 1925 году был образован город Чанчунь, поглотивший Куаньчэнцзы.
В 1931 году после «инцидента 9-18» японцы вторглись в Маньчжурию, и в 1932 году там было образовано марионеточное государство Маньчжоу-го, столицей которого стал Чанчунь, переименованный после этого в Синьцзин. В 1937 году территория Синьцзина была разделена на 18 районов, четыре из которых располагались на территории современного района Куаньчэн. В 1940 году число районов Синьцзина было уменьшено до 14.
После капитуляции Японии в 1945 году гоминьдановские власти образовали на этой территории районы Куаньчэн, Чжуншань и Чжунхуа. Когда в 1948 году Чанчунь был взят НОАК, то число районов города было уменьшено до 12; район Чжуншань был переименован в Тоудаогоу. В 1950 году вместо названий районов были введены номера: Куаньчэн стал «районом № 6», а Тоудаогоу — «районом № 2». В 1955 году от нумерования районов отказались и им были возвращены прежние названия. В 1957 году районы Куаньчэн и Тоудаогоу были слиты в единый район Куаньчэн.

## Административное деление
Район Куаньчэн делится на 9 уличных комитетов, 5 посёлков и 1 волость.

## Население
Исторически в данном районе Чанчуня проживало большое количество корейцев.

## Соседние административные единицы
Район Куаньчэн граничит со следующими административными единицами:
- Районы Чаоян и Наньгуань (на юге)
- Район Эрдао (на юго-востоке)
- Район Луюань (на юго-западе)
- Городской уезд Цзютай (на северо-востоке)
- Городской уезд Дэхуэй (на севере)
- Уезд Нунъань (на северо-западе)